# 飘红螯蛛
飘红螯蛛（学名：Chiracanthium erraticum）为管巢蛛科红螯蛛属的动物。分布于欧洲、日本以及中国大陆的吉林、黑龙江等地。